# 3 Kings
3 Kings è il secondo singolo del rapper statunitense Slim Thug estratto dall'album "Already Platinum". È stato prodotto da Mr. Lee e vi hanno partecipato T.I. e Bun B. Il brano campiona Secretary di Betty Wright.

## Informazioni
Slim Thug rappa sia il primo verso della canzone, sia il ritornello, mentre T.I. e Bun B rappano rispettivamente la seconda e la terza strofa.
"3 Kings" non è riuscita a classificarsi all'interno della Billboard Hot 100, raggiungendo solo la posizione n.78 nella Hot R&B/Hip-Hop Songs.

## Videoclip
Nel videoclip, i tre artisti eseguono il brano durante un rave party.

## Posizioni in classifica
| Chart (2004-2005)               | Posizione massima |
| ------------------------------- | ----------------- |
| Billboard Hot R&B/Hip-Hop Songs | 78                |